# Almirante Gastão Motta (G23)
Almirante Gastão Motta (G23) je tanker brazilského námořnictva.

## Pozadí vzniku

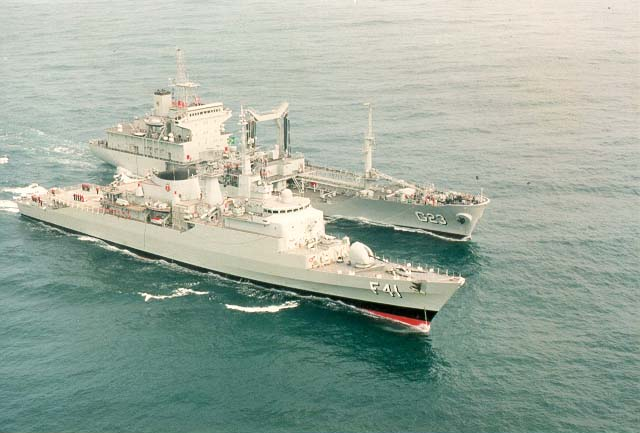
Tanker Almirante Gastão Motta (G23) s brazilskou fregatou Defensora (F-41)

Tanker postavila loděnice Ishikawajima do Brasil Estaleiros (ISHIBRAS) v Rio de Janeiro. Plavidlo bylo na vodu spuštěno 1. června 1990 a do služby bylo zařazeno 26. listopadu 1991.

## Konstrukce
Elektroniku tvoří dva navigační radary Decca. Kapacita tankeru je 4400 tun paliva a 200 tun dalšího nákladu. Tanker má na každém boku jednu zásobovací stanici. Pohonný systém tvoří dva diesely Wärstilä Vasa 12V32 o celkovém výkonu 11 700 hp, pohánějící dva lodní šrouby. Nejvyšší rychlost dosahuje 17,5 uzlu. Dosah je 10 000 námořních mil při rychlosti 15 uzlů.

## Operační služba
V roce 2009 se tanker podílel na pátrání po troskách Airbusu A330 letu Air France 447.